# دیوروش
دیوروش (به مجاری:  Gyűrűs) یک منطقهٔ مسکونی در مجارستان است که در زالا واقع شده‌است.